# Munro (filme)
Munro é um filme de animação em curta-metragem tchecoslovaco de 1960 dirigido e escrito por Gene Deitch e Jules Feiffer. Venceu o Oscar de melhor curta-metragem de animação na edição de 1961.